# Universidade Keio
A Universidade Keio (慶應義塾大学, Keiō Gijuku Daigaku) é uma instituição de ensino superior particular localizada em Minato, Tóquio. É considerada umas das universidades mais prestigiadas e a mais antiga do Japão.

## História
Keio foi fundada em 1858, pelo escritor e professor Fukuzawa Yukichi (1835-1901), que foi educado pelo sistema ocidental, na Universidade Brown, nos Estados Unidos. Entretanto, seu objetivo inicial era funcionar como uma escola privada de Estudos Ocidentais, tendo estabelecido sua primeira faculdade somente em 1890.